# Willa Zosieńka w Gdyni
Willa Zosieńka w Gdyni – zabytkowa willa w Gdyni. Mieści się w dzielnicy Kamienna Góra przy ul. Sędzickiego 22.
Została zbudowana w 1923 roku. Od 1984 widnieje w rejestrze zabytków.